# Eccidio di Cravasco
L'eccidio di Cravasco, avvenuto alle 4 del mattino del 23 marzo 1945, vide l'uccisione di 17 detenuti politici a Cravasco, come rappresaglia per l'uccisione, in quella località, di nove tedeschi in uno scontro con la brigata Balilla.

## Storia
Il 22 marzo 1945, un gruppo di una decina di partigiani della brigata Balilla di Angelo Scala uccise in un'imboscata nove soldati tedeschi del 3° Feistung-Bataillon 905 facente parte del reparto del criminale di guerra Tenente Bolze con base a Campomorone. 
In risposta a questo atto, fu ordinata dal comando SS nazista una rappresaglia. Furono prelevati dal carcere di Marassi venti prigionieri politici, cinque dei quali ricoverati in infermeria. I prigionieri furono portati a Isoverde, località nel comune di Campomorone. Durante il tragitto due dei catturati riuscirono a fuggire. I rimanenti furono condotti a piedi fino a Cravasco, dove vennero fucilati nei pressi del cimitero. Uno di loro, Arrigo Diodati, pur se colpito, si salvò.
A seguito dell'eccidio su inermi perpetrato dai nazisti, lo stesso Comandante partigiano Battista, col placet della Missione OSS Alleata 'PEEDEE' del capitano  Leslie Vanoncini di stanza coi partigiani della 6a Zona Liguria in Valtrebbia, organizzò una delle pochissime contro-rappresaglie della storia della guerra mondiale, fucilando nello stesso posto 39 prigionieri nazifascisti prelevati dal campo partigiano di Montebruno (erano stati convinti di essere trasferiti per uno scambio di prigionieri onde non infierire).
L'azione di Battista paralizzò il comando tedesco che non procedette a ulteriori ritorsioni, salvo un tentativo, il 14 aprile 1945, di colpire nel proprio bivacco sul Monte Sella (municipio di S.Olcese) la stessa Brigata Balilla comandata da Battista: in tale occasione i partigiani soffrirono due morti (poi decorati alla memoria) ma respinsero i circa 90 tedeschi infliggendo loro ingenti perdite a tutt'oggi non note.
Il boia di Genova ufficiale SS (Obersturmbannführer) Siegrified Engel, il 5 novembre 1999 venne condannato in contumacia all'ergastolo dal tribunale militare di Torino in ragione del fatto che diede l'ordine di fucilazione e fu responsabile di altri gravissimi eccidi.

## Vittime
Le vittime dell'eccidio furono:
- Oscar Antibo (Lauri), 37 anni, nato a Savona, intendente della Divisione Garibaldina "Bevilacqua", operaio della "Ferrania", militante comunista. Catturato in un'imboscata dai militi della divisione fascista San Marco il 24 settembre 1944 (ferito al braccio, gli verrà amputato in ospedale).
- Giovanni Bellegrandi (Annibale), 25 anni, nato a Brescia, ingegnere, ex sottotenente della 131ª Divisione corazzata "Centauro" del Regio esercito, istruttore militare dell'organizzazione "OTTO". Arrestato il 19 gennaio 1945 dalle SS.
- Pietro Bernardi, 35 anni, di Rivarolo, nato a Dürrmenz nel Baden-Württemberg (Germania), appartenente alla Brigata SAP "Jori".
- Orlando Bianchi (Orlandini), 44 anni, nato a Genova, ex capitano di complemento del 15º reggimento del Genio militare di stanza a Chiavari, membro del CLN di Uscio dopo l'8 settembre e del CMRL (Comando militare regione ligure), comandante delle SAP "Matteotti" a Voltri. Arrestato il 6 dicembre 1944.
- Virginio Bignotti (Franchi), 56 anni, nato a Biella, ex maggiore dell'esercito, consulente militare all'interno del comando delle brigate SAP garibaldine genovesi con il ruolo di capo di stato maggiore. Arrestato ai primi di dicembre del 1944.
- Cesare Bo (Emilio), 21 anni, nato a Sampierdarena, impiegato allo stabilimento "Ansaldo Elettrotecnico" di Campi, apparteneva alla Brigata SAP "Buranello". Arrestato il 15 dicembre 1944.
- Pietro Boido (Pierin), 30 anni, di Sestri Ponente, nato a Nizza Monferrato, operaio montatore ai Cantieri Navali di Sestri, gappista e militante comunista, appartenente alla Brigata SAP "Alpron". Arrestato, in casa, dalle brigate nere, l'8 gennaio 1945.
- Giulio Campi (Cesare), 53 anni, di Rivarolo, nato a La Spezia, caporeparto nello stabilimento "Ansaldo Vittoria", militante comunista, membro del CMRL con il ruolo di condirettore dell'Ufficio aviolanci. Arrestato nel dicembre del 1944.
- Gustavo Capitò (Fermo), 48 anni, nato a La Spezia, ex tenente colonnello dell'esercito, vicino al Partito d'Azione, consulente del comando militare del CLN di Savona, quindi responsabile del servizio informativo del Comando militare regionale ligure. Arrestato il 16 dicembre 1944.
- Giovanni Carù, 32 anni, nato a Ferno in provincia di Varese, operava nelle brigate SAP del centro della città.
- Cesare Dattilo (Oscar), 23 anni, nato a Cogoleto, operaio meccanico aggiustatore allo stabilimento "Ansaldo San Giorgio" di Sestri Ponente, militante sindacale sfuggito alla retata del 16 giugno 1944, comandante di un distaccamento partigiano all'Acquabianca di Tiglieto, comandante della brigata "Buranello" della divisione garibaldina "Mingo". Catturato da una pattuglia di fanti della San Marco il 9 dicembre 1944 a San Pietro d'Olba.
- Giacomo Goso, 49 anni, nato a Bardineto, giudice del Tribunale di Savona, vicino agli ambienti del movimento di "Giustizia e Libertà" e alla brigata "Savona". Arrestato il 13 dicembre 1944.
- Giuseppe Maliverni (Otto), 19 anni, di Rivarolo, gappista a Sampierdarena, partigiano della 3ª Brigata Liguria nella zona della Benedicta, riesce a tornare in città dopo l'eccidio e diventa vice comandante della brigata SAP "Buranello". Arrestato nel gennaio del 1945 dalle brigate nere.
- Nicola Panevino (Silva), 34 anni, nato a Carbone in provincia di Potenza, giudice presso il Tribunale di Savona, membro del CLN di Savona come esponente del Partito d'Azione, appartenente alla brigata Giustizia e Libertà "Savona" (che dopo la sua morte ne assumerà il nome). Arrestato dai militi della San Marco il 15 dicembre 1944. Medaglia d'argento al valor militare, alla memoria[4].
- Renato Quartini (Tino), 21 anni, di Certosa, nato a Ronco Scrivia, disegnatore allo stabilimento "Ansaldo Elettrotecnico", membro dei GAP, comandante delle Squadre d'azione del Fronte della Gioventù. Catturato nella notte fra il 23 e il 24 agosto 1944 durante l'azione, da lui diretta, tesa a liberare Riccardo Masnata, gappista ferito e piantonato all'ospedale "San Martino" di Genova: il gruppo di sappisti della Brigata SAP "Jori" fu intercettato nei pressi della caserma della Xª Mas di San Fruttuoso dai militi del sottocapo di marina Bottéro. Quartini, ferito a sua volta, subì l'amputazione di una gamba. Insignito di Medaglia d'oro al valor militare.
- Bruno Riberti, 18 anni, di Certosa, nato a Migliarino in provincia di Ferrara, operaio allo stabilimento "Ansaldo Artiglieria", appartenente alla brigata SAP "Jori". Catturato nella notte fra il 23 e il 24 agosto 1944 nel corso del tentativo di liberare Masnata (rimasto gravemente ferito, fu ricoverato al San Martino prima di essere trasferito alle carceri di Marassi).
- Ernesto Salvestrini (Amilcare), 22 anni, nato a Marina di Massa, studente, radiotelegrafista. Arrestato durante una missione speciale a Nervi.

Sopravvisse alla fucilazione Arrigo Diodati (Franco), nato a La Spezia il 25 maggio 1926 da genitori antifascisti, che con la famiglia si era trasferito a Parigi nel 1937. Dopo l'invasione della Francia da parte della Germania nazista, Diodati si impegna in azioni di supporto ai maquisards francesi. Rientrato in Italia dopo l'8 settembre, organizzò a La Spezia il Fronte della Gioventù. Assunse poi l'incarico di vice commissario politico delle brigate SAP "Garibaldi" di Genova. Scampato all'eccidio, trovò ricovero presso la brigata "Pio", divisione "Mingo", con la quale partecipò alla liberazione di Genova.